# Victor Rendina
Victor Rendina (* 28. Dezember 1916 in New York City; † 8. Juli 1985 in Orange, Kalifornien) war ein US-amerikanischer Film- und Fernsehschauspieler.

## Werk
Victor Rendina war zunächst als Theater-Schauspieler tätig, er wirkte ab 1946 in drei Broadway-Stücken mit. Ab 1951 wurde er für Film und Fernsehen angefragt.
Bekannt wurde er vor allem durch seine Darstellung von Philip Tattaglia, dem Kopf einer der Fünf Familien von New York, in dem Film Der Pate (1972). Rendina spielte auch in Fernsehshows wie The Honeymooners und Matt Houston, sowie in Filmen wie Hochzeit mit Hindernissen (1983) und Die Zeit verrinnt, die Navy ruft (1984). Er war in insgesamt 18 Produktionen für Film und Fernsehen zu sehen.
Er war bis zu seinem Tod mit seiner Frau Ida (1920–1986) verheiratet.

## Filmografie (Auswahl)
- 1955–1956: The Honeymooners (Fernsehserie, 4 Folgen)
- 1972: Der Pate (The Godfather)
- 1980–1984: Trapper John, M.D. (Fernsehserie, 3 Folgen)
- 1983: Hochzeit mit Hindernissen (The Man who wasn’t there)
- 1983–1985: Matt Houston (Fernsehserie, 2 Folgen)
- 1984: Die Zeit verrinnt, die Navy ruft (Racing with the Moon)